# Euromoney (журнал)
Euromoney — ежемесячный журнал, основан в 1969 году. Штаб-квартира находится в Лондоне.
С 1991 года журнал Euromoney ежегодно присуждает "Награды за Лучшие Достижения" (Awards for Excellence) лидерам в области банковского дела, финансов и инвестиций в 70 странах мира. Издание обладает собственной системой оценки. Некоторые СМИ называют издание самым авторитетным в банковском мире.

## Руководство
Директор журнала Euromoney по странам Центральной и Восточной Европы Мартин Борн (англ. Martin Born).
Александр Король — руководитель московского представительства Euromoney.

## Группа Euromoney
Группа Euromoney включает в себя более 100 компаний, специализирующихся на финансовой и банковской тематике. Основой компании, созданной в 1969 году, стал ежемесячный журнал Euromoney. В группу входят также такие издания,  как:
- EuroWeek,
- Global Agenda (официальное издание Всемирного Экономического Форума),
- Capital Markets Guide,
- LatinFinance,
- International Equity Review,
- Project & Trade Finance,
- AsiaMoney,
- International Financial Law Review,
- Central European,
- WorldLink,
- AsiaLaw
- с 1997 г. — входит также журнал Institutional Investor, являющийся крупнейшим финансовым изданием США.
- с 1999 г. — компания Internet Securities Inc., специализирующуюся на предоставлении информационных услуг в режиме онлайн.
- и др.

Каждый год Euromoney организует более 40 конференций в различных странах мира, в том числе ежегодный сентябрьский финансово-инвестиционный форум в Москве.
Euromoney также занимается изданием книг, проведением семинаров и обучением.
Читательская аудитория составляет 160 тысяч человек.
Штаб-квартира находится в Лондоне, представительства расположены в Нью-Йорке, Токио, Гонконге.
Акции компании котируются на Лондонской фондовой бирже.
В 1997 году тираж журнала равнялся 32 000 экземплярам.
Адрес в сети интернет: http://www.euromoney.com.
Ранее владельцам журнала принадлежало другое финансовое издание Institutional Investor.

## Звания и награды Euromoney
Звания, которые выдаёт Euromoney: «Лучший банк года в стране», «Лучшая инвестиционная компания года в стране», «Лучший министр финансов года», «Лучшая Компания Рынка Акций года в стране», «Самый надежный партнёр в области розничного банкинга в стран», «Лучший банк в области корпоративного управления в Центральной и Восточной Европе», «Best companies in CEE». «Best Retail Bank in Kazakhstan» («Лучший розничный банк в Казахстане») в категории «World’s leading Banks in Corporate Governance 2007» («Ведущие банки мира в корпоративном управлении в 2007 году»), «Лучший Юридический Консультант в Области Недвижимости на Развивающихся Рынках Европы», «Лучший Банк в Центральной и Восточной Европе»…
Награды, которые выдаёт Euromoney: «За совершенство», «Euromoney Awards for Excellence», «За лучшие достижения», «Лучшая сделка года»…

### Технология определения победителей среди банков
Сначала Euromoney просит банки прислать их годовые отчёты, затем опрашивает их национальных и зарубежных партнёров. По результатам опроса составляется шорт-лист, где остаются три-четыре банка. Из них жюри — в которое входят главный редактор журнала Euromoney, редакторы, ответственные за страны, председатель правления группы Порик Феллон, — выбирает победителей. При присуждении наград принимаются во внимание и количественные, и качественные аспекты: профессионализм менеджмента и персонала, состояние баланса, сделки за последний год.

### Лауреаты
Вот неполный перечень лауреатов премий Euromoney: Казахтелеком, ОНЭКСИМ Банк, Dragon capital, Альянс Банк, БТА Банк, Приорбанк, Чубайс А. Б., http://top.rbc.ru/finances/16/09/2015/55f96f0b9a79474920daa407, Народный сберегательный банк Казахстана, Ауди, Раймон, Швейцарский банк UBS .
Обладателями награды Euromoney Awards for Excellence-2003 в своих странах стали: Deutsche Bank в Германии, ABN Amro в Нидерландах, UBS в Швейцарии, Bank Austria Creditanstalt в Австрии, Den norske Bank в Норвегии, Danske Bank в Дании, Parex Bank в Латвии, Hansapank в Эстонии, Vilniaus Bankas, MDM Financial в России, Казкоммерцбанк в Казахстане, банк «Аваль» на Украине и др.